# Arfeuilles
 Arfeuilles  là một xã ở tỉnh Allier thuộc miền trung nước Pháp.